# To mi się śni
To mi się śni – singiel zespołu Maanam wydany we wrześniu 2004 roku, promujący jedenasty album studyjny Znaki szczególne. Do utworu powstał teledysk.

## Lista utworów
1. „To mi się śni” [Radio Edit] – 3:13

## Twórcy
- Kora – śpiew
- Marek Jackowski – gitary
- Janusz „Yanina” Iwański – gitary
- Bogdan Wawrzynowicz – gitara basowa
- Jose Manuel Alban Juarez – perkusja
- Cezary Kaźmierczak – instrumenty klawiszowe